# (5686) Chiyonoura
(5686) Chiyonoura est un astéroïde de la ceinture principale.

## Description
(5686) Chiyonoura est un astéroïde de la ceinture principale. Il fut découvert le 20 décembre 1990 à Kushiro par Masanori Matsuyama et Kazuro Watanabe. Il présente une orbite caractérisée par un demi-grand axe de 2,38 UA, une excentricité de 0,21 et une inclinaison de 1,5° par rapport à l'écliptique.

## Compléments